# 148 (число)
Вижте пояснителната страница за други значения на 148.
148 (сто четиридесет и осем) е естествено, цяло число, следващо 147 и предхождащо 149.
Сто четиридесет и осем с арабски цифри се записва „148“, а с римски цифри – „CXLVIII“. Числото 148 е съставено от три цифри от позиционните бройни системи – 1 (едно), 4 (четири), 8 (осем).

## Общи сведения
- 148 е четно число.
- 148-ият ден от годината е 28 май.
- 148 е година от Новата ера.